# دونالد إس. لوبيز سينيور
دونالد إس. لوبيز سينيور (بالإنجليزية: Donald S. Lopez, Sr.)‏ هو ضابط أمريكي، ولد في 15 يوليو 1923 في بروكلين في الولايات المتحدة، وتوفي في 3 مارس 2008 في درم في الولايات المتحدة.